# Rudolf Schlegel (SS-Mitglied)
Rudolf Arthur Schlegel (* 11. Juli 1913 in Chemnitz; † 19. November 1983 in Peißenberg) war deutscher SS-Hauptsturmführer, Leiter der Abteilung III (SD) beim Kommandeur der Sicherheitspolizei und des SD (KdS) in Minsk und Teilkommandoführer des Einsatzkommando 8 der Einsatzgruppe B.

## Leben
In Chemnitz besuchte er die Volksschule. Am Realgymnasium in Chemnitz legte er im März 1933 das Abitur erfolgreich ab. Es folgte ein sechsmonatiger Vorbereitungslehrgang für den Beruf eines Gewerbelehrers. Danach begann er ein Studium am Pädagogischen Institut der Technischen Hochschule Dresden. Die Prüfung zum Gewerbelehrer bestand er im Herbst 1938.
Von 1933 bis 1935 gehörte er der SA an. Zum 1. Mai 1937 trat er der NSDAP (Mitgliedsnummer 4.949.731) bei. Im selben Jahr trat er in die SS ein. Mit dem Überfall auf die Sowjetunion wurde er dem Einsatzkommando 8 zugeteilt. Vom 8. Dezember 1941 bis zum Mai 1943 gehörte er der Dienststelle des Kommandeurs der Sicherheitspolizei und des SD in Minsk an, wo er die Abteilung III (SD) leitete. Am 8. Februar 1943 war er an der  Liquidierung des Ghettos von Sluzk beteiligt; er führte als SS-Hauptsturmführer ein Erschießungskommando. Vom Mai 1943 bis Kriegsende war er im SD-Leitabschnitt in Prag eingesetzt.
Nach Kriegsende tauchte er als Zivilist unter. Bis 1949 war er als Arbeiter in der Landwirtschaft und in einer Ziegelei tätig. Danach war er Vertreter für Schokoladenartikel. 1955 nahm er eine Beschäftigung bei Daimler-Benz in Untertürkheim auf, wo er als Ausbilder im Gebiet der kaufmännischen Ausbildung unterrichtete. Am 6. Mai 1960 wurde Schlegel wegen des Verdachts auf Verbrechen in den besetzten Gebieten der Sowjetunion verhaftet. Am 21. Mai 1963 wurde er wegen Beihilfe zum Mord vom Landgericht Koblenz zu 8 Jahren Haft verurteilt.